# Морейра ди Оливейра, Аугушту
Аугушту Морейра ди Оливейра (порт. Augusto Moreira de Oliveira; 6 октября 1896 года — 13 февраля 2009 года) — португальский долгожитель. На момент смерти был старейшим живущим человеком в Португалии. Также он является старейшим мужчиной Португалии в истории.

## Биография
Аугушту родился 6 октября 1896 года в Гетине, Эшпинью, Португалия. В возрасте 100 лет он был в состоянии пройти 5 километров. Он работал на своей земле до 108 лет.
5 мая 2003 года, после смерти 107-летнего ветерана Первой мировой войны Жозе Луиша Ладейры, Аугушту стал старейшим мужчиной Португалии.
На свой 111-й день рождения он был в здравом уме, однако испытывал трудности с общением и слухом. Он всё ещё мог ходить и мыться. Морейра любил быть независимым. Он каждый день просыпался в 8-9 часов утра и выпивал бокал вина. Аугушту был фанатом ФК «Порту», и даже получил бутылку вина от председателя этого ФК.
2 января 2009 года, после смерти Марии де Жезуш, Аугушту стал старейшим живущим жителем Португалии.
Спустя месяц, 13 февраля 2009 года, Аугушту Морейра скончался из-за осложнений гриппа в Грижо, Вила-Нова-ди-Гая, где прожил последние 15 лет.